# Janine Wilk

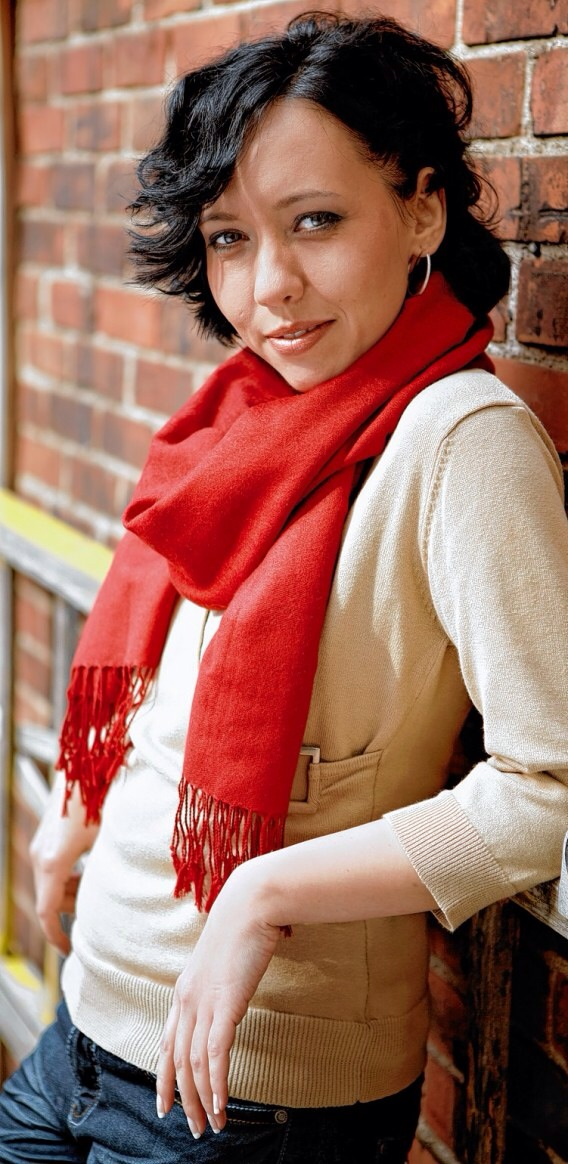
Janine Wilk, 2011

Janine Wilk, Pseudonym Marie Merburg  (* 7. Juli 1977 in Mühlacker) ist eine deutsche Autorin.

## Leben
Im Alter von 20 Jahren begann Wilk mit der Arbeit an ihrem ersten Buch. Sie studierte an der Hochschule für Bibliotheks- und Informationswesen und war bis 2010 als selbständige Klavierlehrerin tätig.
Wilk lebt mit ihren beiden Kindern und ihrem Ehemann in der Nähe von Heilbronn.

## Veröffentlichungen
- Lilith Parker: Insel der Schatten, Band 1, Planet Girl des Thienemann-Esslinger-Verlages, Stuttgart 2012, ISBN 978-3-522-50142-2.
- Lilith Parker  und der Kuss des Todes, Band 2, Planet Girl des Thienemann-Esslinger-Verlages, Stuttgart 2012, ISBN 978-3-522-50254-2
- Die Schattenträumerin, Planet Girl des Thienemann-Esslinger-Verlages, Stuttgart 2012, ISBN 978-3-522-50270-2.
  - La maldición Veneciana, Boadilla del Monte, Madrid 2014, ISBN 978-84-675-6111-1.
- Der Märchenprinz 2.0, Schwarzkopf & Schwarzkopf, Berlin 2013, ISBN 978-3-86265-144-3.
- Lilith Parker und das Blutstein-Amulett, Band 3, Planet Girl des Thienemann-Esslinger-Verlages, Stuttgart 2013, ISBN 978-3-522-50325-9.
- Das Reich der Tränen, Thienemann, Stuttgart 2014, ISBN 978-3-522-18389-5.
- Lilith Parker und die Rache der Dämonen, Band 4, Planet Girl des Thienemann-Esslinger-Verlages, Stuttgart 2014, ISBN 978-3-522-50379-2.
- Lilith Parker, Der Fluch des Schattenreichs, Band 5, Planet Girl des Thienemann-Esslinger-Verlages, Stuttgart 2015, ISBN 978-3-522-50462-1.
- Seelenlos, Fluch der Rauhnächte, Planet Girl des Thienemann-Esslinger-Verlages, Stuttgart 2016, ISBN 978-3-522-50467-6.
  - Sin alma, Panamericana, Mexico 2019, ISBN 978-9-583-05810-3.
  - La malédiction des bannis, Bayard Jeunesse, Paris 2021, ISBN 978-2-7470-9503-7.
- Spiegelherz, Das Spiel mit dem Teufel, Planet Girl des Thienemann-Esslinger-Verlages, Stuttgart 2018, ISBN 978-3-522-50562-8.

als Marie Merburg
- Wellenglitzern: Ein Ostsee-Roman, Bastei Lübbe 2017, ISBN 978-3-404-17489-8.
- Inselleuchten: Ein Ostsee-Roman, Bastei Lübbe 2018, ISBN 978-3-404-17638-0.
- Sommerflimmern: Ein Ostsee-Roman, Bastei Lübbe 2019, ISBN 978-3-404-17750-9.
- Ostseeträume: Ein Ostsee-Roman, Bastei Lübbe 2020, ISBN 978-3-404-17927-5.
- Ostseefunkeln: Ein Ostsee-Roman, Bastei Lübbe 2021, ISBN 978-3-404-18365-4.
- Strandkorbzauber: Ein Ostsee-Roman, Bastei Lübbe 2022, ISBN 978-3-404-18482-8.
- Leuchtturmsommer: Ein Ostsee-Roman, Bastei Lübbe 2023, ISBN 978-3-404-18838-3.
- Nordseesterne: Nordsee-Reihe Band 1, Bastei Lübbe 2024, ISBN 978-3-404-19187-1.